# Colonus
Un colonus (colon) est, dans la Rome antique de la République et du Haut-Empire, un paysan libre tenant une exploitation agricole en fermage. Il n'est pas aisé de définir exactement son statut par rapport au vilicus et des contradictions apparaissent entre les auteurs anciens.
À partir de Dioclétien, ces paysans ont de plus en plus été attachés à la terre, dans un statut assez comparable au servage, et travaillaient dans les latifundia. Le colonus de la fin de l'Antiquité est, en Occident, la préfiguration du serf du Moyen Âge.
Le Code théodosien consacre son Titre 31 aux coloni qui ont fui la terre à laquelle ils étaient attachés (coloni vagi).

### Lecolonusde la République et du Haut-Empire
- (en) P. W. de Neeve, Colonus. Private farm-tenancy in Roman Italy during the Republic and the Early Principate, Amsterdam, Gieben, 1984, 281 p.  (ISBN 90-70265-15-X)
- (en) Jesper Carlsen, Vilici and Roman Estate Managers Until AD 284 (« Analecta Romana Instituti Danici: Supplementum », 24), Rome, L'Erma di Bretschneider, 1995, 208 p.  (ISBN 9788870629101)